# Volvo M90

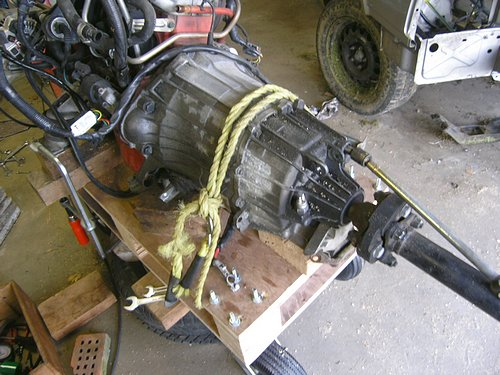
En M90-växellåda monterad med en Volvo B230-motor.

Volvo M90 är en 5-växlad, manuell växellåda tillverkad av tyska Getrag för Volvo mellan 1994 och 1998. M90-växellådan är speciellt utvecklad för de bakhjulsdrivna modellerna 940 och 960 och ersatte de tidigare växellådorna M46 (4-växlad med överväxel) samt M47 (5-växlad) som fanns i 940-modellerna. M90 var den första och enda manuella växellådan som fanns tillgänglig i 960-modellen (senare omdöpt till S- och V90).
M90 monterades först i de turbomatade 940-modellerna 1994 och från och med 1995 fasades de äldre manuella växellådorna ut och M90 blev standard över hela modellprogrammet.

## Konstruktion
M90-växellådan är nära besläktad med M56-växellådan, utvecklad för den framhjulsdrivna Volvo 850-modellen, då växellådorna delar samma plattform samt har många komponenter gemensamt. Växellådan har fem stycken växlar framåt och en växel bakåt, varav alla växlar är synkroniserade. Två varianter av M90 tillverkades, kallade H och L, där den enda skillnaden mellan varianterna är utväxlingen på vissa växlar. Vidare fanns det tre olika varianter av kopplingskåpor, en för att passa den 4-cylindriga B230-motorn, en för den 6-cylindriga B6304-motorn samt en för dieselmotorn D24. Medbringaren på utgående axeln från växellådan var även annorlunda på B6304-motorn då denna hade fyra skruvhål för montering av kardanaxeln, medan på B230- och D24-motorerna var det tre.
I mitten av 1997 började en uppdaterad version av M90-växellådan tillverkas. Denna version hade en förbättrad design av 3:e växelns synkroniseringsring för att undvika skador i växellådan.

## Utväxling
| Växel | M90H1  | M90H2  | M90L1  | M90L2  |
| ----- | ------ | ------ | ------ | ------ |
| 1     | 3.54:1 | 3.54:1 | 3.91:1 | 3.91:1 |
| 2     | 2.05:1 | 2.05:1 | 2.20:1 | 2.20:1 |
| 3     | 1.38:1 | 1.38:1 | 1.38:1 | 1.38:1 |
| 4     | 1.00:1 | 1.00:1 | 1.00:1 | 1.00:1 |
| 5     | 0.81:1 | 0.70:1 | 0.81:1 | 0.70:1 |
| Back  | 3.00:1 | 3.00:1 | 3.00:1 | 3.00:1 |

### Webbkällor
- ”Utväxlingar”. Arkiverad från originalet den 5 mars 2016. https://web.archive.org/web/20160305011913/http://i45.tinypic.com/2qamxhl.jpg. Läst 27 maj 2025.